# Gabriel Elorriaga Pisarik
Gabriel Elorriaga Pisarik (Madrid, 11 de junio de 1962) es un político español, miembro del Partido Popular de España, hijo del político Gabriel Elorriaga Fernández y hermano de la también política Beatriz Elorriaga Pisarik.

## Biografía
Licenciado en Derecho por la Universidad Complutense de Madrid (1985), tras finalizar sus estudios aprobó oposiciones al Cuerpo de Inspectores de Finanzas del Estado. Además, ha ejercido como profesor asociado de Economía Aplicada en la Universidad Complutense de Madrid.
Su labor como inspector tributario comenzó desarrollándola en la Delegación de Hacienda de Lérida; posteriormente ejerció su responsabilidad de funcionario público como interventor general de la Universidad Complutense de Madrid, jefe de estudios de la Escuela de la Hacienda Pública y vocal asesor de investigación en la Unidad de Apoyo del Instituto de Estudios Fiscales.
Cofundador y presidente de la Asociación 1812 de Estudiantes Liberales de la Universidad Complutense de Madrid (1983-1985).  Elorriaga formó parte del Consejo Directivo del Club Liberal de Madrid (1987-1990), fue miembro del Comité Ejecutivo del Partido Reformista Democrático (PRD), así como del Comité Federal de Jóvenes Reformistas (1985-1986).
Tras la victoria electoral del Partido Popular, es designado en mayo de 1996 subdirector del Gabinete de la Presidencia del Gobierno, formando parte del equipo de colaboradores más próximos a José María Aznar. El 5 de mayo de 2000 fue nombrado secretario de Estado de Organización Territorial en el Ministerio de Administraciones Públicas, cargo que ejerció durante toda la VII Legislatura de España. En 2004 le fue concedida la gran cruz de la Orden de Isabel la Católica. En noviembre de 2013 ingresó como académico correspondiente en la Real de Jurisprudencia y Legislación. El Centro Sefarad-Israel, en septiembre de 2016, reconoció su labor como ponente de la Ley de concesión de la nacionalidad española a los descendientes de los judíos sefardíes expulsados de España con el premio Corona de Esther. En diciembre de 2016 fue nombrado doctor honoris causa por la Universidad Ben Gurión por su contribución al afianzamiento de las relaciones entre España e Israel.
Se incorporó al Comité Ejecutivo Nacional del Partido Popular en el XIV Congreso celebrado en 2002; un año más tarde asumió la Secretaría de Estudios y Programas del PP. Fue director de la campaña electoral de Mariano Rajoy en las elecciones generales de 2004 y, posteriormente, secretario ejecutivo de Comunicación del Partido Popular. Debido a las críticas que algunos de sus colegas y él mismo dirigieron hacia Mariano Rajoy tras su segunda derrota electoral, dejó de formar parte del órgano ejecutivo nacional de su partido en el XVI Congreso celebrado en junio de 2008.
Obtuvo por primera vez en 2004 un escaño por Madrid al Congreso de los Diputados en las listas del Partido Popular, y lo revalidó en 2008, 2011 y 2020.  
Ha formado parte del Patronato de la Fundación ICO (1996-2000) y de la Fundación Iberoamericana de Gobierno y Políticas Públicas. Entre 2004 y 2012 fue miembro del Patronato del Real Instituto Elcano de Estudios Internacionales y Estratégicos. En la actualidad es miembro del Patronato de la Fundación para el Análisis y los Estudios Sociales (FAES) que preside José María Aznar, así como de la fundación Reformismo21 , vinculada al Partido Popular.